# Hope Summers
Pour les articles homonymes, voir Summers.
Hope Summers, née le 7 juin 1896 à Mattoon, Illinois (États-Unis) et morte le 22 juin 1979 à Woodland Hills (Los Angeles), est une actrice américaine.

## Filmographie
- 1950 : Hawkins Falls, Population 6200 (série télévisée) : Belinda Catherwood (1951-1952)
- 1957 : Zero Hour! : Mrs. Summers
- 1958 : Le Retour de Dracula (The Return of Dracula) : Cornelia
- 1958 : L'Homme à la carabine ("The Rifleman") (série télévisée) : Hattie Denton
- 1958 : Je veux vivre ! (I Want to Live!) : Ethel, Policewoman on bus
- 1959 : Le Secret du Grand Canyon (Edge of Eternity) : Motel attendant
- 1959 : Le Vagabond des Bois Maudits (Hound-Dog Man) de Don Siegel : Jewell Crouch
- 1960 : Procès de singe (Inherit the Wind) : Mrs. Krebs (righteous townswoman)
- 1961 : La Soif de la jeunesse (Parrish) : Mary
- 1961 : Homicide (Homicidal) de William Castle : Mrs. Adrims
- 1961 : Claudelle Inglish de Gordon Douglas : Ernestine Peasley
- 1961 : La Rumeur (The Children's Hour) : Agatha (Tilford's maid)
- 1962 : The Couch : Mrs. Quimby
- 1962 : Amours à l'italienne (Rome Adventure) de Delmer Daves : Mrs. St. Uwell
- 1963 : La Montagne des neuf Spencer (Spencer's Mountain) : Mother Ida
- 1964 : One Man's Way : Mrs. Elwood Thompson
- 1965 : Sur la piste de la grande caravane (The Hallelujah Trail) : Mrs. Hasselrad
- 1966 : The Ghost and Mr. Chicken (en) d'Alan Rafkin : Suzanna Blush
- 1966 : Les Plaisirs de Pénélope (Penelope) : Shop Lady
- 1968 : Le Bébé de Rosemary (Rosemary's Baby) : Mrs. Gilmore
- 1968 : The Shakiest Gun in the West d'Alan Rafkin : Celia
- 1968 : Cinq cartes à abattre (5 Card Stud) : Female customer in general store
- 1969 : Les Sentiers de la violence (The Learning Tree) : Mrs. Kiner
- 1969 : The Flim-Flam Man (TV) : Debbie Packard
- 1972 : Get to Know Your Rabbit : Mrs. Beeman
- 1972 : La Clinique en folie (Where Does It Hurt?) : Nurse Throttle
- 1973 : Ace Eli and Rodger of the Skies de John Erman : Laura
- 1973 : Tuez Charley Varrick ! (Charley Varrick) : Mess Vesta
- 1974 : Our Time : Biology Teacher
- 1974 : Peine de mort (en) (Death Sentence) (TV) : Emily Boylan
- 1975 : Starsky et Hutch (série télévisée) :  Sarah Wilson (saison 1, épisode 2)
- 1976 : Snip (série télévisée) : Aunt Polly
- 1977 : Lust of a Eunuch : Judith Bowen
- 1978 : Another Day (en) (série télévisée) : Olive Gardner
- 1978 : Drôle d'embrouille (Foul Play) : Ethel
- 1978 : Smokey and the Good Time Outlaws : Marcie